# ペン入れ
ペン入れ（ペンいれ）は、漫画の執筆に関する用語で、鉛筆などで描かれた下書きの描線を、インクや墨汁などでなぞって引き直すこと。かつては製図に用いる用語であったが、CADによる製図が一般的になったため、現在ではこの意味では死語化している。

## 概要
漫画の原稿は、先に鉛筆で下書きを作成しておき、それが終了してからペンによって本番の線を描く（鉛筆で描いた線はインクが乾いた後に消しゴムをかけて消す）のが普通である。この「ペンで線を入れる」工程が、そのままペン入れと呼ばれるようになった。
インクなどが乾くまで時間がかかるため、締め切りを迫られている漫画家にとっては辛い工程ともいえる。実際に、長谷川町子が締め切りに迫られていたとき、早くインクが乾くようコンロであぶった、という逸話がある。ドライヤーをかけてインクを乾かす漫画家も多い。
アメリカなどではペン入れを専業とする作画家がおり、インカーと呼ばれる。

## 用品
ペン入れは、伝統的にインクつぼにペン先を浸して使うつけペン（Gペン、丸ペンなど）によって行うのが主流だが、1980年代以降は油性のフェルトペンや水性のミリペン、サインペンを使うケースもみられるようになり、ペン入れ専用の油性ペンであるコミックペンも普及し始めている。ロットリングなどの製図ペンや、筆ペンを使うケースも見られる。近年は、鉛筆の下書きを取り込んでコンピューター上でペン入れする（デジタルペン入れ）ことも行われるようになった。場合によっては下書きからの工程をすべてコンピューター上で行い、入稿まで紙を使わない者も存在する。ボールペンは上手にペンタッチをつけるのが難しく、漫画にはあまり使われない。志村貴子などペン入れにゲルインクボールペンを使用する作家は存在するが、油性ボールペンは印刷段階で線が飛びやすく商用原稿にはタブーとされている。
ここでどのペン先を選ぶか、あるいはどの筆記具を使うかによって絵のタッチ（質感）が変わってくるので、その選択はプロ・アマ問わず漫画家にとって重要なものとなる。宮崎駿のようにペン入れせず、鉛筆の線のまま印刷することもある。敢えて鉛筆のかすれなどのタッチを生かすためという目的だが、ペン入れの手間を省くという意味もある。場合によっては締切が迫って下書きのまま入稿する者も少なからず存在する。
Gペンはおもに、人物・動植物など生物を描く際に用いられる。筆圧の調節によって、線の太さを自在に変えられる。タマペンやスクールペン、丸ペンは、線の細さから人物・動植物以外の物体に用いられる。これらの使い分けは一般的なものであり、漫画家の好みによって様々に使い分けられる。すべてGペンを使う作家、もっぱら丸ペンを使う作家、ミリペンも組み合わせて使う作家など様々である。
コマの枠線を描くには、かつては主にカラス口が用いられてきたが、現在はミリペン、製図ペンを使う者が多い。